# Europapokal der Landesmeister (Handball) 1974/75
Am Europapokal der Landesmeister 1974/75 nahmen 25 Handball-Vereinsmannschaften aus 25 Ländern teil. Diese qualifizierten sich in der vorangegangenen Saison in ihren Heimatländern für den Europapokal. Bei der 15. Austragung des Wettbewerbs konnte der ASK Vorwärts Frankfurt/Oder den zweiten Pokal für eine Mannschaft aus der DDR gewinnen.

## 1. Runde
|                     | Gesamt |                             | Hinspiel | Rückspiel |
| ------------------- | ------ | --------------------------- | -------- | --------- |
| Śląsk Wrocław       | 29:36  | ASK Vorwärts Frankfurt/Oder | 12:18    | 17:18     |
| CS Fola Esch        | 22:28  | KV Sasja Antwerpen          | 11:16    | 11:12     |
| IF Saab             | 36:37  | FH Hafnarfjörður            | 22:21    | 14:16     |
| Belenenses Lissabon | 41:42  | TSV St. Otmar St. Gallen    | 23:16    | 18:26     |
| Rosmini Rovereto    | 28:40  | BM Granollers               | 13:15    | 15:25     |
| Steaua Bukarest     | 51:27  | Hapoel Rehovot              | 27:12    | 24:15     |
| Brentwood '72 HC    | 18:81  | HV Sittardia Sittard        | 10:38    | 08:43     |
| Århus KFUM          | 61:25  | Kyndil Tórshavn             | 34:13    | 27:12     |
| Lokomotiv Sofia     | 46:39  | HC Oberglas Bärnbach        | 28:17    | 18:22     |

Durch ein Freilos zogen Paris Université Club, Spartacus Budapest, TJ Škoda Plzeň, Refstad IL Oslo, MAI Moskau, RK Borac Banja Luka
und Titelverteidiger VfL Gummersbach direkt in das Achtelfinale ein.

## Achtelfinale
|                       | Gesamt |                             | Hinspiel | Rückspiel |
| --------------------- | ------ | --------------------------- | -------- | --------- |
| KV Sasja Antwerpen    | 18:61  | ASK Vorwärts Frankfurt/Oder | 19:25    | 09:36     |
| FH Hafnarfjörður      | 42:37  | TSV St. Otmar St. Gallen    | 19:14    | 23:23     |
| Paris Université Club | 40:48  | VfL Gummersbach             | 20:23    | 20:25     |
| Spartacus Budapest    | 50:40  | BM Granollers               | 28:17    | 22:23     |
| TJ Škoda Plzeň        | 41:32  | Refstad IL Oslo             | 21:16    | 20:16     |
| MAI Moskau            | 42:45  | Steaua Bukarest             | 22:24    | 20:21     |
| HV Sittardia Sittard  | 26:38  | Århus KFUM                  | 17:20    | 09:18     |
| Lokomotiv Sofia       | 45:49  | RK Borac Banja Luka         | 21:20    | 24:29     |

## Viertelfinale
|                    | Gesamt |                             | Hinspiel | Rückspiel |
| ------------------ | ------ | --------------------------- | -------- | --------- |
| FH Hafnarfjörður   | 35:51  | ASK Vorwärts Frankfurt/Oder | 17:21    | 18:30     |
| Spartacus Budapest | 28:34  | VfL Gummersbach             | 15:15    | 13:19     |
| Steaua Bukarest    | 36:23  | TJ Škoda Plzeň              | 20:70    | 16:16     |
| Århus KFUM         | 30:36  | RK Borac Banja Luka         | 12:13    | 18:23     |

## Halbfinale
|                 | Gesamt      |                             | Hinspiel | Rückspiel |
| --------------- | ----------- | --------------------------- | -------- | --------- |
| VfL Gummersbach | 36:38       | ASK Vorwärts Frankfurt/Oder | 18:22    | 18:16     |
| Steaua Bukarest | (a)30:30(a) | RK Borac Banja Luka         | 17:19    | 13:11     |

## Finale
Das Finale fand am 13. April 1975 in der Dortmunder Westfalenhalle statt.
|                             | Ergebnis |                     |
| --------------------------- | -------- | ------------------- |
| ASK Vorwärts Frankfurt/Oder | 19:17    | RK Borac Banja Luka |

| ASK Vorwärts Frankfurt/Oder | ASK Vorwärts Frankfurt/Oder | RK Borac Banja Luka | RK Borac Banja Luka |
| | Sonntag, 13. April 1975 um 16:00 Uhr in Dortmund (Westfalenhalle) Ergebnis: 19:17 (9:8) Zuschauer: 4.000 Schiedsrichter: Svensson & Christensen ( Dänemark)                       |                     |                     |
| Wolfgang Pötzsch – Dietrich Gläsmann, Joachim Pietzsch , Wilfried Weber, Josef Rose, Dietmar Schmidt, Hans Engel, Wolfgang Wolter, Wilfried Friedrich, Rolf Meier, Hans-Georg Beyer Trainer: Hans Haberhauffe & Waldemar Pappusch | Abas Arslanagić – Dobrivoje Selec, Zdravko Rađenović, Milorad Karalić, Miro Bjelić, Nedeljko Vujinović, Slobodan Vukša, Boro Golić, Momo Golić, Rade Unčanin Trainer: Pero Janjić |                     |                     |
| Rose (6) Pietzsch (4) Weber (3) Engel (2) Gläsmann (1) Schmidt (1) Wolter (1) Beyer (1) | Selec (6) Karalić (5) Rađenović (4) Vujinović (1) M. Golić (1) |                     |                     |
| 2 | 2 |                     |                     |